# Volksbank Trossingen
Die Volksbank Trossingen eG ist eine Genossenschaftsbank mit Sitz in der baden-württembergischen Stadt Trossingen im Landkreis Tuttlingen.  

## Geschichte
Nach dem genossenschaftlichen Grundgedanken haben 30 engagierte Bürger im Jahre 1865 die Handwerkerbank Trossingen in Trossingen gegründet.
Im Jahr 1971 fusionierte die Spar- und Darlehnskasse Gunningen eGmbH mit dem Sitz in Gunningen mit der damaligen Volksbank Trossingen eGmbH. Die letzte Fusion fand im Jahr 1981 statt, als die Volksbank Trossingen eG mit der Raiffeisenbank Talheim eG mit dem Sitz in Talheim und der Genossenschaftsbank der Baar eG Schura mit dem Sitz in Trossingen-Schura fusionierte. 
Die damalige Raiffeisenbank Talheim eGmbH fusionierte bereits im Jahr 1970 mit der Raiffeisenbank Oberflacht eGmbH und der Spar- und Darlehnskasse Seitingen eGmbH (beide mit Sitz im heutigen Seitingen-Oberflacht). Im Jahr 1960 fand auch die Fusion der Spar- und Darlehnskasse Durchhausen eGmbH mit dem Sitz in Durchhausen mit der Spar- und Darlehnskasse Weigheim eGmbH mit dem Sitz in Weigheim und der Genossenschaftsbank der Baar eGmbH Schura statt.

## Rechtsverhältnisse
Die Volksbank Trossingen eG ist im Genossenschaftsregister beim Amtsgericht Stuttgart unter GnR 460028 eingetragen.

## Organisationsstruktur
Rechtsgrundlagen sind das Genossenschaftsgesetz und die durch die Generalversammlung beschlossene Satzung. Organe der Bank sind der Vorstand, der Aufsichtsrat und die Generalversammlung. Hauptzweck und Aufgabe der Genossenschaft ist die wirtschaftliche Förderung und Betreuung ihrer Mitglieder (§ 2 der Satzung).

## Sicherungseinrichtung
Die Volksbank Trossingen eG ist der amtlich anerkannten Sicherungseinrichtung des Bundesverbandes der Deutschen Volksbanken und Raiffeisenbanken GmbH und der zusätzlichen freiwilligen Sicherungseinrichtung des Bundesverbandes der Deutschen Volksbanken und Raiffeisenbanken e.V. angeschlossen. Der gesetzliche Prüfungsverband ist der  baden-württembergische Genossenschaftsverband.

## Geschäftsausrichtung
Die Volksbank Trossingen eG betreibt das Universalbankgeschäft. Im Verbundgeschäft arbeitet sie mit der DZ Bank, R+V Versicherung, Bausparkasse Schwäbisch Hall, Teambank, VR Leasing,  DZ Hyp und der Union Investment zusammen.

## Aus- und Weiterbildung
Das Ausbildungsangebot der Volksbank Trossingen reicht von der 2,5-jährigen Ausbildung zum Bankkaufmann bzw. zur Bankkauffrau bis hin zur verkürzten Ausbildung zum Finanzassistent bzw. Finanzassistentin. Eine kontinuierliche Fort- und Weiterbildung der Mitarbeiter ist  Bestandteil der Geschäftsstrategie der Genossenschaftsbank.

## Geschäftsgebiet
Das Geschäftsgebiet liegt im Westen des Landkreises Tuttlingen. 
An diesen Orten betreibt die Bank Filialen:
- Trossingen (Hauptstelle, jur. Sitz + 1 Geschäftsstelle)
- Schura (Geschäftsstelle)

## Gesellschaftliches Engagement
Traditionell übernimmt die Volksbank Trossingen als regionaler Förderer Verantwortung in Sozialem, Sport, Kultur und Jugendarbeit. Damit einbegriffen sind u. a. Kooperationen mit Vereinen und Schulen sowie gemeinnützigen Institutionen.